# Лаубенхайм
Лаубенхайм (нем. Laubenheim) — община в Германии, в земле Рейнланд-Пфальц. 
Входит в состав района Бад-Кройцнах. Подчиняется управлению Лангенлонсхайм.  Население составляет 759 человек (на 31 декабря 2010 года). Занимает площадь 3,34 км².